# 傾城傾國慾海花
《傾城傾國慾海花》是一部1955年法國-西德合拍的時代史詩愛情片，是德國導演馬克思·歐弗斯的最後一部電影，也是當時製作費最昂貴的歐洲電影。影片改編自19世紀著名愛爾蘭舞蹈家和交際花勞拉·蒙泰絲（瑪丁·嘉露飾演）的生平，講述了她一生中最為知名的風流韻事，包含她與匈牙利作曲家李斯特·費倫茨以及巴伐利亞王國國王路德維希一世的關係。電影對白主要使用法語和德語，亦有少量英語。此片於法國新浪潮運動具有重要的藝術影響力，並持續擁有眾多影迷，使其在首映後便有多個剪輯版、修復版問世。
電影曾於1956年在香港上映，2010年2月由標準收藏在北美洲發行DVD和藍光光碟。

## 演員表
- 瑪丁·嘉露（英语：Martine Carol） 飾 勞拉·蒙泰絲（英语：Lola Montez）
- 彼德·烏斯汀諾夫 飾 馬戲團主持人
- 威爾·奎得福立格（英语：Will Quadflieg） 飾 李斯特·費倫茨
- 安東·沃爾布魯克（英语：Anton Walbrook） 飾 路德維希一世
- 奧斯卡·華納（英语：Oskar Werner） 飾 學生
- 亨利·古索（英语：Henri Guisol） 飾 馬伕莫里斯
- 莉茲·黛拉瑪（英语：Lise Delamare） 飾 蒙泰絲之母克蕾吉夫人
- 寶蓮·杜柏絲（英语：Paulette Dubost） 飾 蒙泰絲的侍女喬瑟芬

## 外部連結
- 互联网电影数据库（IMDb）上《傾城傾國慾海花》的资料（英文）
- AllMovie上《傾城傾國慾海花》的资料（英文）
- 爛番茄上《傾城傾國慾海花》的資料（英文）
- Senses of Cinema essay （页面存档备份，存于） by Rodney Hill （英文）